# Manu Katché
Manu Katche (Pariz, 27. listopada 1958.), francuski bubnjar.
Godine 1986. surađuje s Peterom Gabrielom na njegovom albumu So. To je njegova prva svjetska turneja (1987./88.). Poslije toga počinje suradnja s poznatim glazbenicima kao što su:
- Sting
- Peter Gabriel
- Joni Mitchel
- Tears for Fears
- Simple Minds
- Dire Straits

Svoj prvi solo album izdaje 1991. pod nazivom "It's about time. Tri godine poslije izdaje album "Stick around, Zildjian", dok je njegov najnoviji album onaj iz 2005., imena "Neighbourhood".

## Suradnja s Gibonnijem
Suradnja Gibonnija i Manua je počela Gibinim albumom Mirakul, što je, kako je jednom izjavio, bio za njega jedan vrlo hrabar korak, budući da ništa nije znao o hrvatskoj glazbi. Osim rada na albumu Mirakul, Manu je pratio Gibu i 2003. na turneji po Opatiji, Zagrebu i Ljubljani. I 2006. se suradnja nastavila Manuovim radom na Gibinom albumu "Unca fibre".

## Vanjske poveznice
- Službena stranica  Arhivirana inačica izvorne stranice od 17. listopada 2006. (Wayback Machine)
- Stranica s informacijama